# Матч СССР — США по боксу 1990
Матч СССР — США по боксу 1990 года проходил 29 апреля в Москве во дворце спорта «Лужники». Этот матч стал последним в серии. Мачт завершился победой советской команды со счётом 9:3. Террон Миллетт, боксировавший в паре с Константином Цзю, был признан лучшим в составе американской команды.
| Весовая категория | Победитель          | Соперник          | Результат                    |
| ----------------- | ------------------- | ----------------- | ---------------------------- |
| до 48 кг          | Анатолий Филиппов   | Джон Эррера       | 3:0                          |
| до 51 кг          | Джамбулат Мутаев    | Рональд Данлэп    | 3:0                          |
| до 54 кг          | Серхио Рэйес        | Владислав Антонов | 2:1                          |
| до 57 кг          | Сергей Галикиев     | Айван Робинсон    | 2:1                          |
| до 60 кг          | Артур Григорян      | Кевин Чилдри      | явное преимущество (2 раунд) |
| до 63,5 кг        | Константин Цзю      | Террон Миллетт    | 3:0                          |
| до 67 кг          | Роберт Имамов       | Патрик Бёрд       | 2:1                          |
| до 71 кг          | Крис Бёрд           | Александр Лебзяк  | 3:0                          |
| до 75 кг          | Ростислав Зауличный | Майкл Демосс      | явное преимущество (3 раунд) |
| до 81 кг          | Тэрри Макгрум       | Сергей Бражников  | 2:1                          |
| до 91 кг          | Виктор Акшонов      | Хавьер Альварес   | 3:0                          |
| свыше 91 кг       | Евгений Белоусов    | Рэндал Криппен    | 3:0                          |

2 мая в Алма-Ате состоялся неофициальный матч сборных, в котором снова победила команда СССР, на этот раз со счётом 6:4 (не проводились бои в весовых категориях до 75 кг и свыше 91 кг).
| Весовая категория | Победитель        | Соперник          | Результат |
| ----------------- | ----------------- | ----------------- | --------- |
| до 48 кг          | Сеилбек Балтабаев | Брэдли Мартинес   | 3:0       |
| до 51 кг          | Есболат Нурманов  | Рональд Данлэп    | 3:0       |
| до 54 кг          | Шон Флэтчер       | Альберт Пакеев    | 2:1       |
| до 57 кг          | Джулиан Вилер     | Валентин Юнусов   | 2:1       |
| до 60 кг          | Патрик Брукс      | Бахытжан Аманбаев | 3:0       |
| до 63,5 кг        | Террон Миллетт    | Александр Банин   | 2:1       |
| до 67 кг          | Игорь Яремко      | Патрик Бёрд       | 3:0       |
| до 71 кг          | Дмитрий Корсун    | Крис Бёрд         | 2:1       |
| до 81 кг          | Андрей Курнявка   | Тэрри Макгрум     | 3:0       |
| до 91 кг          | Игорь Шишкин      | Хавьер Альварес   | 3:0       |